# Avenida Ramón Castilla
La avenida Ramón Castilla, (cuyo nombre completo es Mariscal Ramón Castilla) es una avenida ubicada en la ciudad de Piura. Se extiende de oeste a este en el distrito de Castilla.

## Recorrido
La avenida comienza en el cruce con la avenida Guillermo Irazola, al margen derecho del río Piura y estando al lado del puente San Miguel. Posteriormente, cruza las avenidas Tacna, Cayetano Heredia y Grau hasta llegar a la intersección con las avenidas Progreso y Luis Montero. Finalmente, después de 4 cuadras la avenida termina abruptamente, ubicándose al lado de la Base Aérea Grupo Aéreo N° 7  en el Aeropuerto de Piura.